# Into a Secret Land

Into a Secret Land este cel de-al treilea album al cântăreței germane Sandra și a fost lansat în anul 1988.

## Compoziție
| # | Piesă                 | Textier(i) - Producător(i)                                     | Durată |
| - | --------------------- | -------------------------------------------------------------- | ------ |
| 1 | "Secret Land"         | Gronau/Kemmler/Cretu/Bjorklund - Müller-Pi/Hirschburger/Hoenig | 4:46   |
| 2 | "We'll Be Together"   | Kemmler/Löhr/Sandra - Hirschburger/Kemmler                     | 4:10   |
| 3 | "Heaven Can Wait"     | Cretu/Kemmler/Löhr - Hirschburger/Kemmler                      | 4:04   |
| 4 | "Just Like Diamonds"  | Kemmler/Cretu/Löhr - Hirschburger/Kemmler                      | 5:41   |
| 5 | "Around My Heart"     | Kemmler/Lohr/Sor Otto's/Peterson - Hirschburger/Kemmler        | 3:18   |
| 6 | "Crazy Juliet"        | Kemmler/Cretu/Löhr - Hirschburger                              | 4:11   |
| 7 | "La Vista de Luna"    | Cretu/Kemmler - Hirschburger/Cretu/Müller-Pi                   | 3:45   |
| 8 | "Celebrate Your Life" | Kemmler - Hirschburger/Kemmler                                 | 3:28   |
| 9 | "Children of England" | Kemmler/Löhr - Hirschburger/Kemmler                            | 3:58   |